# Glumtjärnarna
Glumtjärnarna är en sjö i Härjedalens kommun i Härjedalen och ingår i Ljusnans huvudavrinningsområde. Sjön har en area på 0,211 kvadratkilometer och ligger 590,3 meter över havet.

## Delavrinningsområde
Glumtjärnarna ingår i det delavrinningsområde (692452-135878) som SMHI kallar för Utloppet av Orten. Medelhöjden är 551 meter över havet och ytan är 11,27 kvadratkilometer. Räknas de 211 avrinningsområdena uppströms in blir den ackumulerade arean 1 554,38 kvadratkilometer. Avrinningsområdets utflöde Ljusnan mynnar i havet. Avrinningsområdet består mestadels av skog (77 procent). Avrinningsområdet har 2,31 kvadratkilometer vattenytor vilket ger det en sjöprocent på 20,5 procent.